# Nombre de Descartes
En théorie des nombres, un nombre de Descartes est un nombre impair qui serait un nombre parfait impair, si l'un de ses diviseurs composés était considéré comme premier. Ces nombres portent le nom de René Descartes qui a observé que le nombre D = 3272⋅112⋅132⋅22 021 = (3⋅1  001)2 ⋅ (22⋅1001 − 1) = 198 585 576 189 serait un nombre parfait impair si son diviseur 22 021 était premier ; en effet, la somme de ses diviseurs serait égale à son double :
{\displaystyle {\begin{aligned}\sigma (D)&=(3^{2}+3+1)\cdot (7^{2}+7+1)\cdot (11^{2}+11+1)\cdot (13^{2}+13+1)\cdot (22021+1)=(13)\cdot (3\cdot 19)\cdot (7\cdot 19)\cdot (3\cdot 61)\cdot (22\cdot 1001)\\&=3^{2}\cdot 7\cdot 13\cdot 19^{2}\cdot 61\cdot (22\cdot 7\cdot 11\cdot 13)=2\cdot (3^{2}\cdot 7^{2}\cdot 11^{2}\cdot 13^{2})\cdot (19^{2}\cdot 61)=2\cdot (3^{2}\cdot 7^{2}\cdot 11^{2}\cdot 13^{2})\cdot 22021=2D.\end{aligned}}}
Mais 22 021 est composé (22 021 = 192 ⋅ 61).
Un nombre de Descartes est donc défini comme étant un nombre impair n = m ⋅ p où m et p sont premiers entre eux, p non premier et 2n = σ(m) ⋅ (p + 1) ; en effet, si  p était premier, on aurait {\displaystyle \sigma (n)=2n}.

## Exemples
Excepté le cas {\displaystyle m=p=n=1}, l'exemple donné ci-dessus est le seul exemple non trivial connu actuellement.
Si m est un nombre impair presque parfait, c'est-à-dire si σ(m) = 2m − 1, alors n = m ⋅ (2m − 1) est un nombre de Descartes pour le faux nombre premier {\displaystyle p=2m-1} ; en effet, σ(n) = σ(m ⋅ (2m − 1)) = σ(m) ⋅ 2m = (2m − 1) ⋅ 2m = 2n. Si 2m − 1 était premier, n serait un nombre parfait impair.
Mais actuellement, les seuls nombres presque parfaits connus sont les puissances  de 2 ; le seul nombre impair presque parfait connu est donc le nombre 1, ce qui redonne l'exemple trivial de nombre de Descartes égal à 1.

## Propriétés
- Un nombre de Descartes n = m ⋅ p est forcément abondant puisque la vraie valeur de {\displaystyle \sigma (p)} est strictement supérieure à {\displaystyle p+1} et {\displaystyle \sigma (n)=\sigma (m)\sigma (p)>\sigma (m)(p+1)=2n}.

- Banks et al. ont montré en 2008 que si n est un nombre de Descartes sans cube et non multiple de {\displaystyle 3}, n a plus d'un million de diviseurs premiers distincts.

## Généralisations
John Voight a généralisé les nombres de Descartes en autorisant les nombres négatifs. Il a trouvé l'exemple {\displaystyle n=3^{4}7^{2}11^{2}19^{2}(-127)^{1}} où, si l'on suppose {\displaystyle \sigma (-127)=-127+1}, on obtient {\displaystyle \sigma (n)=2n}  . Des mathématiciens de l'Université Brigham-Young ont obtenu d'autres exemples similaires à celui de Voight ,.